# Zwartbuikcotinga
De zwartbuikcotinga (Cotinga nattererii) is een zangvogel uit de familie cotinga's (Cotingidae). Deze vogel is genoemd naar de Oostenrijkse natuuronderzoeker Johann Natterer (1787-1843).

## Verspreiding
Deze vogel komt voor van Panama tot noordwestelijk Ecuador en westelijk Venezuela.

## Status
De grootte van de populatie is in 2019 geschat op 50.000-500.000 volwassen vogels. Op de Rode lijst van de IUCN heeft deze soort de status niet bedreigd.